# Arnold Schweitzer
 (mai 2018).
Si vous disposez d'ouvrages ou d'articles de référence ou si vous connaissez des sites web de qualité traitant du thème abordé ici, merci de compléter l'article en donnant les références utiles à sa vérifiabilité et en les liant à la section « Notes et références ».
Pour les articles homonymes, voir Schweitzer.
Arnold Schweitzer, né en 1885 à Lichtensteig / Oberfürstenwil et mort en 1947 à Genève, est le fondateur, en 1924, de la société Caran d'Ache.